# Hawryszówka
Hawryszówka (ukr. Гавришівка) – wieś na Ukrainie, w obwodzie winnickim, w rejonie barskim. Obszar wsi obejmuje nieistniejącą wieś Telepenki.
W czasach Rzeczypospolitej wieś leżała w województwie podolskim. Odpadła od Polski w wyniku II rozbioru.